# Atentados en Bengasi de enero de 2018
Los atentados en Bengasi de enero de 2018 fueron dos ataques terroristas realizados el 24 de enero contra una mezquita en la ciudad de Bengasi al noreste de Libia, el ataque consistió en la explosión de dos coches bombas en tiempos diferentes, el primero dirigido hacia fieles musulmanes que salían del santuario religioso y la segunda contra las fuerzas de seguridad y paramédicos que acudieron a socorrer a las víctimas de la primera explosión, el doble atentado provocó la muerte de 41 personas y dejó herida a otros 80 aproximadamente. Ningún grupo armado o participante de la segunda guerra civil libia se ha adjudicado el ataque hasta ahora.

## Fondo del asunto
La ciudad de Bengasi así como toda Libia se encuentra actualmente sumergida en el caos debido a la primera guerra civil que se desarrolló contra el presidente Muamar el Gadafi desde 2011, después de su derrocamiento en 2014 la situación empeoró cuando los diversos grupos opositores iniciaron otra guerra civil y Bengasi junto a otras ciudades perdieron la protección venida de sus aliados occidentales desde el atentado a la embajada de Estados Unidos de 2012.

## Reacciones
Organizaciones internacionales como la ONU y la Unión Europea condenaron el atentado.
A nivel de países, el gobierno del Reino de España condenó «en los términos más rotundos» el atentado y llamó a la reconciliación del país entero.